# Keaton Wallace
Pour les articles homonymes, voir Wallace.
Keaton Wallace, né le 26 février 1999 à Richardson dans le Texas, est un joueur américain de basket-ball évoluant aux postes de meneur et arrière.

## Carrière universitaire
Il évolue quatre saisons sous les couleurs des Roadrunners de l'UTSA.

## Carrière professionnelle
En février 2023, il signe un contrat two-way en faveur des Clippers de Los Angeles. Il est coupé début mars 2023 sans avoir joué en NBA.
En septembre 2023, Wallace s'engage avec les Hawks d'Atlanta. Il est licencié avant le début de la saison régulière.

## Famille
Son petit frère Cason Wallace est également joueur professionnel de basket-ball.
Il est également le cousin de Terrel Harris, ancien joueur NBA.

## Statistiques

### Universitaires
Les statistiques de Keaton Wallace en matchs universitaires sont les suivantes :
| Saison    | Équipe   | Matchs | Titul. | Min./m | % Tir | % 3pts | % LF  | Rbds/m. | Pass/m. | Int/m. | Ctr/m. | Pts/m. |
| --------- | -------- | ------ | ------ | ------ | ----- | ------ | ----- | ------- | ------- | ------ | ------ | ------ |
| 2017-2018 | UTSA     | 35     | 20     | 27,6   | 0,365 | 0,332  | 0,742 | 3,1     | 2,7     | 0,8    | 0,4    | 11,4   |
| 2018-2019 | UTSA     | 32     | 32     | 34,9   | 0,422 | 0,382  | 0,856 | 5,0     | 2,4     | 1,3    | 0,7    | 20,2   |
| 2019-2020 | UTSA     | 32     | 32     | 34,8   | 0,395 | 0,351  | 0,806 | 4,5     | 3,1     | 1,3    | 0,3    | 18,8   |
| 2020-2021 | UTSA     | 26     | 26     | 33,6   | 0,420 | 0,319  | 0,788 | 5,5     | 3,4     | 1,0    | 0,3    | 16,8   |
| Carrière  | Carrière | 125    | 110    | 32,6   | 0,401 | 0,351  | 0,806 | 4,4     | 2,8     | 1,1    | 0,4    | 16,6   |

## Palmarès, distinctions et récompenses

### Distinctions
- 3× Second-team All-Conference USA (2019–2021)
- Conference USA All-Freshman Team (2018)

## Records sur une rencontre en NBA
Les records personnels de Keaton Wallace en NBA sont les suivants, :
| Type de statistique        | Saison régulière | Saison régulière            | Saison régulière |
| Type de statistique        | Record           | Adversaire                  | Date             |
| -------------------------- | ---------------- | --------------------------- | ---------------- |
| Points                     | 27               | @ Bulls de Chicago          | 15 janvier 2025  |
| Paniers marqués            | 10               | @ Bulls de Chicago          | 15 janvier 2025  |
| Paniers tentés             | 20               | Magic d'Orlando             | 13 avril 2025    |
| Paniers à 3 points réussis | 4                | 3 fois                      | 3 fois           |
| Paniers à 3 points tentés  | 9                | @ Timberwolves du Minnesota | 27 janvier 2025  |
| Lancers francs réussis     | 3                | @ Bulls de Chicago          | 15 janvier 2025  |
| Lancers francs tentés      | 3                | @ Bulls de Chicago          | 15 janvier 2025  |
| Rebonds offensifs          | 1                | 7 fois                      | 7 fois           |
| Rebonds défensifs          | 11               | Magic d'Orlando             | 13 avril 2025    |
| Rebonds totaux             | 11               | Magic d'Orlando             | 13 avril 2025    |
| Passes décisives           | 15               | Magic d'Orlando             | 13 avril 2025    |
| Interceptions              | 5                | Magic d'Orlando             | 13 avril 2025    |
| Contres                    | 4                | Celtics de Boston           | 4 novembre 2024  |
| Balles perdues             | 3                | 4 fois                      | 4 fois           |
| Minutes jouées             | 38               | @ Bulls de Chicago          | 15 janvier 2025  |

- Double-double : 1
- Triple-double : 1

Dernière mise à jour : 15 avril 2025